# Manuel Colomer i Llopis
Manuel Colomer i Llopis (Barcelona, 1897 - en mar, trajecte Barcelona-Palma, Mallorca, 1922) fou un aviador català. Va ser un pioner de l'aviació comercial espanyola.
El setembre del 1918, amb 23 anys, gràcies a una subvenció de l'Aeri Club de Catalunya, va iniciar el curs de pilot a l'aeròdrom de La Volateria, obtenint així el títol de pilot a finals del mes de setembre del 1919, just dues setmanes abans del seu aterratge d'emergència al Camp d'en Gorina a la Creu Alta de Sabadell.
Aquell mateix any, amb Josep Canudas i Busquets, feu els primers aterratges a Catalunya fora d'un aeròdrom (Sabadell) i el primer vol nocturn efectuat a la península Ibèrica.
El 1920 formà un grup de treball aeri amb Montesa i Trilla, i van fer demostracions per les comarques.
A Mallorca promogué la creació d'una societat, l'Aeromarítima Mallorquina, per a establir un correu aeri amb Barcelona. Va morirpoc abans de la inauguració de la nova empresa, en caure al mar l'hidroavió que pilotava de Barcelona a Palma. El seu copilot, l'italià Cesare Tizzi va sobreviure a l'accident i va ser rescatat per un vaixell. Del relat del mateix Tizzi es va poder concloure que l'accident on va perdre la vida Colomer va ser degut a l'aturada d'un dels motors quan sobrevolaven el mar.
Aquesta empresa va batejar amb el seu nom el primer hidroavió que van adquirir.